# Gustave Kiansumba
Gustave Kiansumba (1972) és un activista congoleny. El 2014 va ser guardonat amb el Premi Internacional Alfonso Comín en representació de tots els immigrants que intenten saltar les valles de Ceuta i Melilla (Espanya).

## Biografia
Nascut a la República Democràtica del Congo el 1972, Kiansumba va rebre el seu nom, Gustave, en honor d'un oncle matern, activista congolès que va lluitar pels drets humans. Segons el mateix Kiansumba, aquest fet el va marcar, influint en la seva militància en un partit no violent de l'oposició. A causa d'aquest fet, quan li quedava poc per acabar la carrera (Enginyeria agrònoma), va haver de marxar del país per por a la repressió del règim.
Així, l'any 2001 va decidir marxar al Camerun, intentant matricular-se a la universitat per acabar la carrera, però com que no tenia cap beca no va poder fer front a l'import econòmic exigit. Així començà un viatge que el portà a recorre 7 països i 80 ciutats, començant per Nigèria i acabant a Espanya. Per arribar a Europa Kiansumba va provar sort saltant la valla de Melilla; dos dels quatre cops va ser enxampat per la Guàrdia Civil i lliurat a les autoritats marroquines. Aquests, el 2005, fins i tot el van deportar al desert.
Finalment va aconseguir arribar a Tarifa en patera: “En l'arribar, els qui tenien diners van agafar un autobús i, els qui no, vem anar a un restaurant per avisar a la Creu Roja”. Va acabar en un Centre d'internament d'estrangers, que qualificà com una presó. Posteriorment l'enviaren a un centre per refugiats situat a Cadis, des d'on es traslladà a Bilbao, amb la intenció final de travessar la frontera i marxar a França. Tot i això, s'establí definitivament a la ciutat basca.
L'any 2014, en representació de tots els immigrants que any rere any intenten arribar a Europa a través de la frontera espanyola, Gustave Kiansumba fou guardonat amb el Premi Internacional Alfonso Comín. A l'espera d'una feina estable i de la concessió de la condició d'exiliat polític, Kiansumba és voluntari del CREA, on també ha organitzat un partit de futbol, a més d'impartir classes de francès a altres immigrants i, si pot, exercir de mediador intercultural.